# 踊る!親分探偵
『踊る! 親分探偵』（おどる おやぶんたんてい）は、2005年から2006年までフジテレビ系「金曜エンタテイメント」で放送されたテレビドラマシリーズ。全2回。主演は松平健。
ヤクザ稼業を廃業した暴力団組長が、元子分たちと一緒に、巻き込まれた殺人事件に立ち向かう。

## キャスト

### 主要人物
- 橋場健二（浅草界隈のヤクザ組織「橋健組」元組長） - 松平健
- 横尾克彦 （「橋健組」元組員）- 小倉久寛
- 春山淳（「橋健組」元組員） - 泉政行
- 恩田正義（「橋健組」元組員） - 麿赤兒
- 水口冴子（フリーカメラマン） - 高島礼子

### ゲスト
第1作「マツケンサンバが謎を解く」
- 岩切力夫 - 大倉孝二
- 吉原妙 - 佐々木すみ江
- 直子 - 馬渕英里何
- 馬場島 - 菅田俊
- 多賀真一郎の父 - 浜田晃
- 多賀真一郎 - 近藤公園
- 橋場茜 - 細川加奈
- 小西 - 瀬野和紀
- 須藤久之 - 窪寺昭
- 中原丈雄、不破万作、森下哲夫、山崎まさや、三又忠久、田中綾子、真砂皓太、門田俊、久保内亜紀、小林美江、山崎玲子、井原啓介、まいど豊、山崎大輔、窪田吾朗、相川やすし、菊池隆志、柳田よしたか、大和、須藤為五郎、久里きなこ、赤堀二英、石田哲也、鈴木信明、八巻博史、富川一人、宮沢紗恵子、三橋潔、田村学、坊野克己、永島秀一、花森基彰、水島あやめ、大田ななみ、藤井遙香、谷島崇久、梶本明志、名取弘二、香田弘臣、後藤洋平、テアトルアカデミー、放映プロジェクト、東映アカデミー

第2作「京都阿波踊り殺人事件」
- 深町楓 - 雛形あきこ
- 宗倉庸三 - 西田健
- 階堂悠子 - 筒井真理子
- 宗倉真太郎 - 正名僕蔵
- 富樫八重子 - 東てる美
- 山村紅葉 - 本人
- 福本清三 - 本人
- 八木秀人 - 林剛史
- 丹波康代 - 英玲奈
- 丹波庄之助 - 野口貴史
- 階堂貞明 - 山田良隆
- 藤木 - 真砂皓太
- 小林一郎 - 山本康平
- 花井 - 能見達也
- 安田 - 瀬野和紀
- 鮫島 - 峰蘭太郎
- 里加子 - 丹羽実麻子
- 支配人 - 井原啓介
- 鑑識 - 窪田弘和
- 波多野博、矢部義章、細川純一、川鶴晃裕、松永吉訓、浜田隆広、高橋弘志、岡田和範、石川栄二、西村龍弥、前川恵美子、平井三智栄、あきやまりこ、井上紀子、宇谷玲、名本忍、大山祐、山名真貴、中山里沙、小林英莉子

## スタッフ
- 原作 - 牛次郎『親分探偵ポパイ』
- EDテーマ - 松平健「マツケンサンバII」(1)、「マツケンのAWA踊り」(2)
- 脚本 - 扇澤延男
- 監督 - 小平裕
- 擬斗 - 三好郁夫
- 編成企画 - 立松嗣章
- プロデューサー - 金丸哲也、丸山真哉
- 制作 - フジテレビ、東映

## 放送日程
| 話数 | 放送日        | サブタイトル             |
| ---- | ------------- | ------------------------ |
| 1    | 2005年6月10日 | マツケンサンバが謎を解く |
| 2    | 2006年9月22日 | 京都阿波踊り殺人事件     |